# Långskär (vid Älgö, Raseborg)
Långskär är en ö i Finland. Den ligger i Finska viken och i kommunen Raseborg i landskapet Nyland, i den södra delen av landet. Ön ligger omkring 93 kilometer väster om Helsingfors.
Öns area är 10,9 hektar och dess största längd är 0,9 kilometer i öst-västlig riktning.